# 1934

## Події
- У СРСР утворено союзно-республіканський НКВС з включенням до нього ОГПУ.
- 11 квітня — Постановою ВУЦВК перейменовані залічничні станції Олександрівськ І, Олександрівськ ІІ Катерининської залізниці на станції Запоріжжя I та Запоріжжя II.
- 4 серпня — на «Криворіжсталі» запущена перша доменна піч.
- 1 грудня у Смольному був вбитий перший секретар Ленінградського міського комітету ВКП(б) Сергій Кіров.
- 15 грудня — у Києві, в підвалах Народного комісаріату внутрішніх справ УСРР (пізніше — Жовтневий палац), за вироком виїзної сесії Військової колегії Верховного суду СРСР були розстріляні 28 «членів» вигаданого чекістами «Об'єднання українських націоналістів», серед яких — українські письменники Дмитро Фальківський, Григорій Косинка, Кость Буревій, Олекса Влизько, Іван Крушельницький.
- 1934 — перенесення столиці України з Харкова до Києва.

### Аварії й катастрофи
- 8 вересня — Американський лайнер «Морро Кастл» (Morro Castle) згорів біля узбережжя штату Нью-Джерсі. Загинуло 133 людей.

## Народились
Дивись також Категорія:Народились 1934
- 10 січня — Леонід Кравчук, український політик, перший президент України (1991—1994) (пом. в 2022 р.).
- 16 січня — Василь Лановий, російський актор
- 2 лютого — Отар Іоселіані, грузинський кінорежисер
- 5 лютого — Генк Аарон, американський бейсболіст.
- 14 лютого — Алан Паркер, англійський кіносценарист, кінорежисер
- 15 лютого — Ніклаус Вірт, швейцарський програміст, автор мови програмування Pascal
- 20 лютого — Бабій Іван Петрович, український історик, краєзнавець та педагог
- 5 березня — Деніел Канеман, американо-ізраїльський психолог, лауреат нобелівської премії з економіки 2002 року
- 6 березня — Михайло Жванецький, радянський та російський письменник-сатирик українського походження
- 9 березня — Юрій Гагарін, радянський льотчик-космонавт
- 22 березня — Вілі Фургало, відомий український фотохудожник, фотограф зі Львова
- 31 березня — Річард Чемберлен, американський актор кіно і телебачення.
- 1 квітня — Володимир Познер, російський тележурналіст, телеведучий
- 24 квітня — Ширлі Мак-Лейн, американська акторка
- 29 квітня — Педру Піріш, третій президент Кабо-Верде.
- 4 травня — Тетяна Самойлова, російська кіноакторка
- 5 травня — Марія Бієшу, молдавська співачка
- 21 травня — Гліб Панфілов, російський кінорежисер
- 23 травня — Роберт Муг, винахідник музичного синтезатора
- 30 травня — Олексій Леонов, радянський льотчик-космонавт
- 6 червня — Альберт II, король Бельгії (з 1993)
- 20 червня — Юрій Візбор, російський поет, співак, актор
- 26 червня — Джорж Дейв, американський музикант, композитор
- 1 липня — Сідні Поллак, американський кінорежисер
- 1 липня — Клод Беррі, французький кінорежисер
- 11 липня — Армані Джоржио, італійський модельєр.
- 13 липня — Воле Шоїнка, нігерійський письменник
- 19 липня — Олександр Ширвіндт, російський актор театру і кіно
- 22 липня — Луїза Флетчер, американська акторка.
- 25 липня — Клод Зіді, французький кінорежисер
- 1 серпня — П'єр Рішар, французький комедійний актор
- 3 серпня — Жонас Савімбі, перший президент незалежної Анголи
- 15 серпня — Георгій Гаранян, радянський і російський джазовий, класичний і естрадний саксофоніст, диригент, композитор
- 22 серпня — Норман Шварцкопф, американський генерал
- 30 серпня — Солоніцин Анатолій, російський актор
- 4 вересня — Хіль Едуард, російський естрадний співак
- 20 вересня — Софі Лорен, італійська кіноакторка
- 26 вересня — Басилашвілі Олег Валеріанович, російський актор театру і кіно
- 28 вересня — Брижит Бардо, французька акторка
- 12 жовтня — Щербак Юрій, український письменник, громадський діяч, політик
- 14 жовтня — Михайло Козаков, російський актор, режисер
- 22 жовтня — Юнгвальд-Хількевич Георгій, український кінорежисер
- 5 листопада — Кіра Муратова, український кінорежисер, народна артистка України (пом. в 2018 р.).
- 9 листопада — Саган Карл, американський астроном
- 19 листопада — Валентин Козьмич Іванов, радянський футболіст та тренер, олімпійський чемпіон, чемпіон Європи
- 24 листопада — Альфред Шнітке, російський композитор
- 27 листопада - Луїс Палау, аргентинський християнський євангеліст.(п. 2021)
- 6 грудня — Гавриленко Алла Василівна, українська балерина
- 8 грудня — Аліса Фрейндліх, російська акторка
- 9 грудня — Джуді Денч, британська театральна і кіноакторка.
- 10 грудня — Говард Мартин Темін, американський вірусолог, лауреат Нобелівської премії з фізіології і медицини 1975 року
- 15 грудня — Станіслав Шушкевич, перший голова Верховної ради незалежної Білорусі
- 21 грудня — Павлов Ігор Васильович, український авіабудівник, заступник генерального конструктора АНТК ім. Антонова (пом. в 2010 р.).
- 23 грудня — Наталія Фатєєва, російська кіноакторка
- 24 грудня — Степан Месич, хорватський державний діяч, президент Хорватії (з 2000)
- 27 грудня — Микола Сліченко, циганський співак, актор
- 28 грудня — Меггі Сміт, провідна англійська акторка повоєнного часу.

## Померли
Дивись також Категорія:Померли 1934
- Досвітній Олесь, український письменник
- 27 лютого — Жузеп Льїмона, іспанський скульптор.
- 9 жовтня — в Марселі вбито короля Югославії Олександра І

## Нобелівська премія
- з фізики: премію не присуджували
- з хімії: Гарольд Клейтон Юрі — «За відкриття важкого водню — дейтерію, використовуваного для отримання важкої води (сповільнювача в ядерних реакторах), а також індикатора біохімічних реакцій в живій тканині»
- з медицини та фізіології: Джордж Віпл, Джордж Майнот та Вільям Мерфі — «За відкриття, пов'язані з використанням печінки при лікуванні анемії»
- з літератури: Луїджі Піранделло
- премія миру: Артур Гендерсон — «За невідступний захист справи міжнародного роззброєння»